# Stazione di Pontremoli
La stazione di Pontremoli è la stazione ferroviaria della città omonima. Oltre a Pontremoli serve anche i comuni dell'alta Lunigiana, come Zeri e Mulazzo.
Si trova sulla linea Parma-La Spezia, chiamata anche Pontremolese.

## Storia
Nel 1907 la stazione fu oggetto di ampliamenti.
L'impianto restò pressoché invariato fino ai primi anni duemila, quando fu oggetto di una ristrutturazione che comportò la soppressione del marciapiede tra i binari 1 e 2, la conseguente demolizione dell'attraversamento a raso in cemento e la costruzione di nuove banchine tra i binari 2 e 3 ed i binari 4 e 5.
Tali banchine sono state dotate di sottopassaggi, equipaggiati con rampe ed ascensori per diversamente abili.

## Strutture e impianti

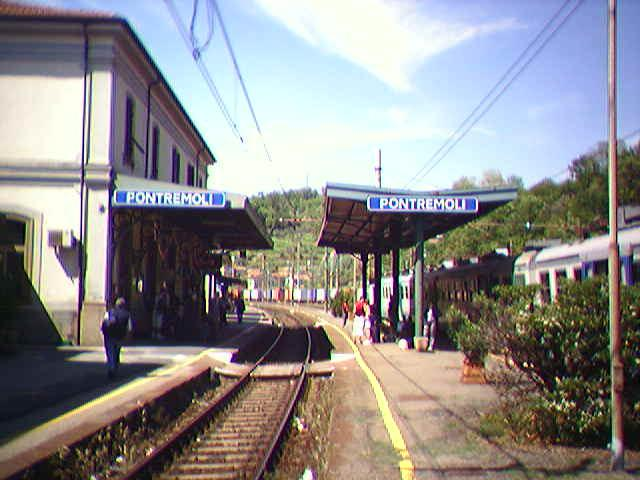
Veduta delle due banchine principali, prima della ristrutturazione

Il fabbricato viaggiatori è costituito da un edificio a due piani: al livello inferiore trovano posto l'ufficio del dirigente movimento, alcuni locali di servizio, la sala d'aspetto e la biglietteria a sportello; in quello superiore si trova l'abitazione del capostazione. Le tre porte di accesso al fabbricato viaggiatori dal Piazzale Bruno Raschi sono protette da una pensilina in ferro battuto.
La stazione dispone di sette binari di cui cinque adibiti al servizio viaggiatori e due adibiti al trasporto merci e ricovero mezzi. Il binario 1 è solitamente destinato ai treni diretti a Parma, il 2 ai treni destinati a La Spezia Centrale mentre i binari 3, 4 e 5 sono normalmente impiegati per le partenze dei convogli aventi come origine la stazione stessa. L'impianto dispone di pensiline per tutti e cinque i binari e recentemente è stata dotata di sottopassaggio.
Adiacente al fabbricato viaggiatori, in direzione Parma, si trova un edificio più piccolo che ospita il bar.

## Movimento
In questa località fermano tutti i treni viaggiatori circolanti sulla linea. Ogni due ore, inoltre, è previsto anche un collegamento per Firenze, passante per la stazione di Sarzana.

## Servizi
La stazione, che RFI classifica nella categoria silver, dispone di:
- Biglietteria a sportello
- Biglietteria automatica
- Sala d'attesa
- Bar
- Servizi igienici

## Interscambi
La stazione permette i seguenti interscambi:
- Stazione taxi
- Capolinea autobus